# Grote Prijs van Québec 2019
De 10e editie van de Grote Prijs van Quebec werd verreden op 13 september 2019. De wedstrijd werd gereden over 16 rondes van 12,6 kilometer, waardoor de totale lengte van de koers dus 201,6 kilometer was. De wedstrijd maakte deel uit van de UCI World Tour. Titelverdediger was Michael Matthews. De Australiër won wederom na een sprint.

## Deelnemende ploegen
De Grote Prijs van Quebec is onderdeel van de UCI World Tour. World Tourploegen hadden startrecht, geen startplicht. Alle World Tour-teams kozen ervoor om mee te doen. Daarnaast deden er nog twee Pro-Continentale ploegen mee en een nationaal team.
| 18 UCI World Tour-ploegen | 18 UCI World Tour-ploegen | 18 UCI World Tour-ploegen | 3 wildcards              |
| ------------------------- | ------------------------- | ------------------------- | ------------------------ |
| AG2R La Mondiale          | EF Education First        | Team INEOS                | Canadese nationale ploeg |
| Astana Pro Team           | Groupama-FDJ              | Team Jumbo-Visma          | Israel Cycling Academy   |
| Bahrain-Merida            | Lotto Soudal              | Team Katjoesja Alpecin    | Rally-UHC Cycling        |
| BORA-hansgrohe            | Movistar Team             | Team Sunweb               |                          |
| CCC Team                  | Mitchelton-Scott          | Trek-Segafredo            |                          |
| Deceuninck–Quick-Step     | Team Dimension Data       | UAE Team Emirates         |                          |
|                           |                           |                           |                          |
|                           |                           |                           |                          |

## Uitslag
| Grote Prijs van Quebec 2019 |                    |                        |         |
| Plaats                      | Naam               | Ploeg                  | tijd    |
| Winnaar                     | Michael Matthews   | Team Sunweb            | 5u13'01 |
| 2                           | Peter Sagan        | BORA-hansgrohe         | z.t.    |
| 3                           | Greg Van Avermaet  | CCC Team               | z.t.    |
| 4                           | Diego Ulissi       | UAE Team Emirates      | z.t.    |
| 5                           | Jasper Stuyven     | Trek-Segafredo         | z.t.    |
| 6                           | Tom-Jelte Slagter  | Team Dimension Data    | z.t.    |
| 7                           | Julian Alaphilippe | Deceuninck–Quick-Step  | z.t.    |
| 8                           | Timo Roosen        | Team Jumbo-Visma       | z.t.    |
| 9                           | Tim Wellens        | Lotto Soudal           | z.t.    |
| 10                          | Benoît Cosnefroy   | AG2R La Mondiale       | z.t.    |
| 11                          | Daryl Impey        | Mitchelton-Scott       | z.t.    |
| 12                          | Alberto Bettiol    | EF Education First     | z.t.    |
| 13                          | Kristian Sbaragli  | Israel Cycling Academy | z.t.    |
| 14                          | Bauke Mollema      | Trek-Segafredo         | z.t.    |
| 15                          | Hugo Houle         | Astana Pro Team        | z.t.    |
| 16                          | Eduard Prades      | Movistar Team          | z.t.    |
| 17                          | Michael Woods      | EF Education First     | z.t.    |
| 18                          | Jelle Vanendert    | Lotto Soudal           | z.t.    |
| 19                          | Michael Valgren    | Team Dimension Data    | z.t.    |
| 20                          | Oliver Naesen      | AG2R La Mondiale       | z.t.    |

2010 · 2011 · 2012 · 2013 · 2014 · 2015 · 2016 · 2017 · 2018 · 2019 · 2020-2021 · 2022 · 2023 · 2024
Tour Down Under ·
Great Ocean Road Race ·
Ronde van de Verenigde Arabische Emiraten ·
Omloop Het Nieuwsblad ·
Strade Bianche ·
Parijs-Nice · 
Tirreno-Adriatico · 
Milaan-San Remo ·
Ronde van Catalonië ·
Driedaagse Brugge-De Panne ·
E3 BinckBank Classic ·
Gent-Wevelgem ·
Dwars door Vlaanderen ·
Ronde van Vlaanderen ·
Ronde van het Baskenland ·
Parijs-Roubaix ·
Amstel Gold Race ·
Ronde van Turkije ·
Waalse Pijl ·
Luik-Bastenaken-Luik ·
Ronde van Romandië ·
Eschborn-Frankfurt ·
Ronde van Italië ·
Ronde van Californië ·
Critérium du Dauphiné ·
Ronde van Zwitserland ·
Ronde van Frankrijk ·
Clásica San Sebastián ·
Ronde van Polen ·
RideLondon Classic ·
BinckBank Tour ·
Ronde van Spanje ·
EuroEyes Cyclassics ·
Bretagne Classic ·
GP van Quebec ·
GP van Montreal ·
Ronde van Lombardije ·
Ronde van Guangxi